# Eremaeozetes capensis
Eremaeozetes capensis är en kvalsterart som beskrevs av Schatz 200. Eremaeozetes capensis ingår i släktet Eremaeozetes och familjen Eremaeozetidae. Inga underarter finns listade i Catalogue of Life.